# Bat (łódź)

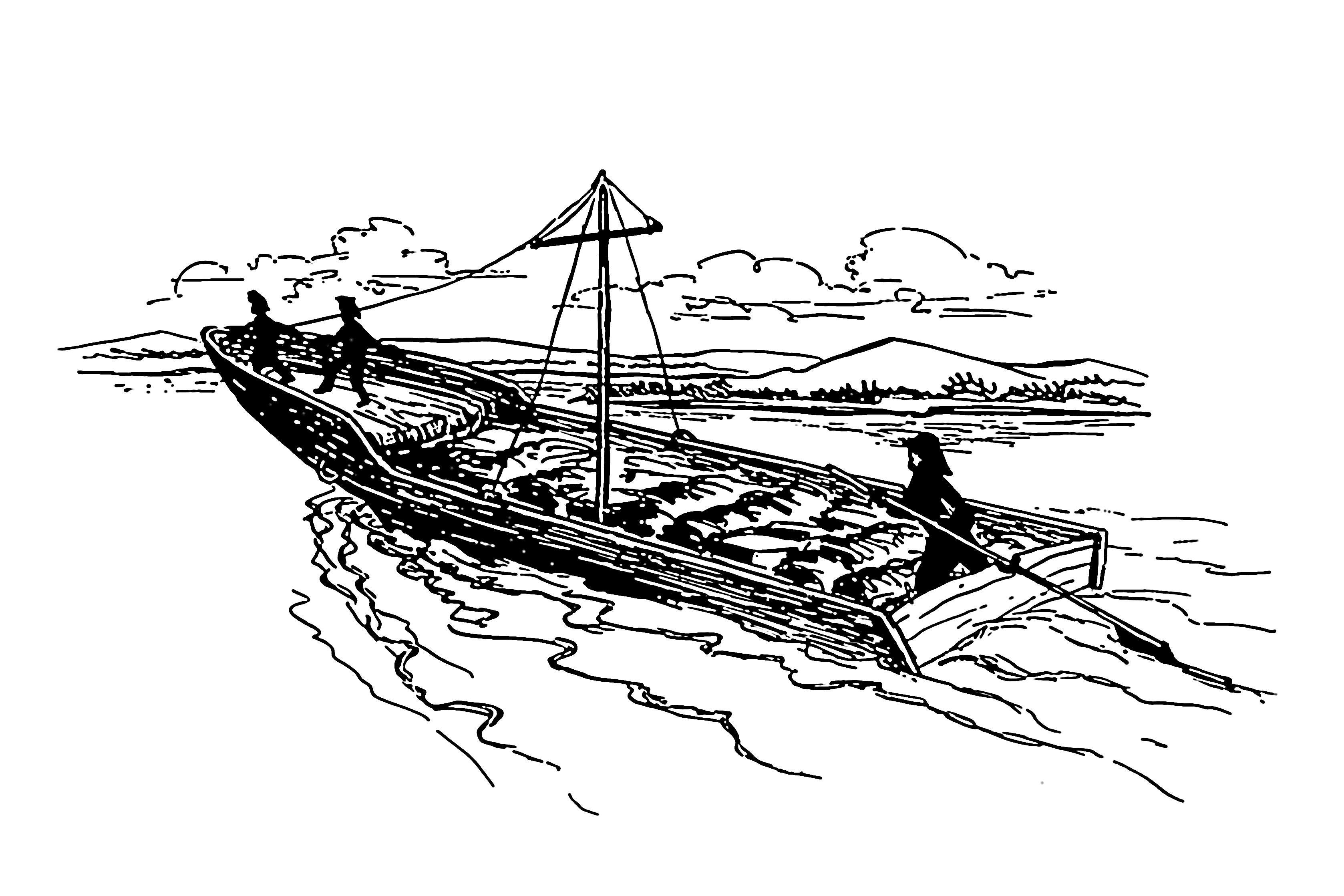
Bat późniejszego okresu, z pojedynczym masztem, trzema osobami załogi, wypełniony towarem.

Bat (franc. bateau) – dawniej duża, drewniana, uzbrojona łódź przeznaczona do różnych prac pomocniczych we flocie, charakteryzująca się płaskim dnem i niewielkim zanurzeniem, opatrzona żaglem. Obecnie duża łódź do przewożenia piasku.
W XVI–XVII wieku baty często uzbrajano w lekkie działo dziobowe, bądź w 3–5 dział niewielkich wagomiarów, rozmieszczonych na burtach. Jednostek tak uzbrojonych używała np. flota szwedzka w działaniach przybrzeżnych na Bałtyku.
W XVIII–XIX wieku baty używane też były w Ameryce Północnej przez kolonistów i handlarzy francuskich i angielskich, jak również przez strony biorące udział w wojnie o kolonie.